# Pi1 Cygni
Pi¹ Cygni (π¹ Cyg) – gwiazda w gwiazdozbiorze Łabędzia (wielkość gwiazdowa: 4,66m). Odległa od Słońca o ok. 1730 lat świetlnych.

## Nazwa
Tradycyjna nazwa gwiazdy to Azelfafage. Może ona pochodzić od arabskiego ‏ذيل الدجاجة‎ Dhail al-dajājah, co oznacza „ogon kury” i odpowiada położeniu gwiazdy w gwiazdozbiorze, współcześnie kojarzonym z łabędziem, a nie kurą. Może także być zdeformowaną formą nazwy Adelfalferes, która wywodzi się od arabskiego ‏ظلف الفرس‎ Thilf al-faras, co oznacza „końskie kopyto” lub „ślad”. Międzynarodowa Unia Astronomiczna zatwierdziła użycie nazwy Azelfafage dla określenia tej gwiazdy.

## Właściwości fizyczne
Jest to błękitny olbrzym należący do typu widmowego B3. Jest to gwiazda spektroskopowo podwójna, której składniki obiegają się w czasie 26,33 dnia.